# Salvator Žitko
Salvator Žitko, slovenski zgodovinar, urednik in publicist, * 24. december 1942, Metlika.

## Življenje in delo
V Črnomlju je obiskoval osnovno šolo in nižjo gimnazijo. Ko se je družina preselila v Koper je tu končal višjo gimnazijo, ter se po maturi 1961 vpisal na oddelek za zgodovino in umetnostno zgodovino na Filozofski fakulteti v Ljubljani in junija 1966 diplomiral.
Po diplomi se je vrnil v Koper in se najprej zaposlil v tedanjem Mestnem arhivu, kasneje pa kot profesor zgodovine in estetske vzgoje na gimnaziji. Že v teh letih se je začel ukvarjati z raziskavami  lokalne zgodovine in objavljati članke ter razprave v revijalnem tisku. Bil je tudi član uredništva revije Obala. V letu 1976/77 je prevzel mesto ravnatelja v Pokrajinskem muzeju Koper in vodil muzej do 2004. Obenem pričel s sistematičnim raziskovalnim delom s področja zgodovine Istre in Primorske. S strokovnimi prispevki ali kot vodja uredniških odborov je sodeloval pri pripravi zbornikov za krajevno zgodovino. Leta 1996 se je vpisal na podiplomski študij v Ljubljani in pripravljal magisterij na temo Nacionalni in politični antagonizmi v Istri v času zasedanja istrskega deželnega zbora v Kopru (1899-1910). V študijskem letu 2004/05 je s temo prešel na doktorski študij na Fakulteti za humanistične študije Univerze na Primorskem in doktoriral leta 2004. Junija 2006 je bil izvoljen za asistenta. Pedagoško dejavnost je opravljal do 2012 v okviru izbirnega predmeta Zgodovina in etnologija Istre. 
Njegova bibliografija obsega več kot 165 enot.
Od 1989 je predsednik Zgodovinskega društva za južno Primorsko. Z izdajanjem društvene revije Annales, od 1991 opravlja delo odgovornega urednika in je član izdajateljskega sveta Acta Histriae in Knjižnice Annales. Kot ravnatelj muzeja je bil član Izvršnega odbora Društva muzealcev Slovenije (1988-92), član Ekspertne skupine za muzeje in galerije pri Ministrstvu za kulturo (1996-2000) in član Nacionalnega sveta za kulturo pri Vladi RS (2002-03). Leta 2005 je bil imenovan v Slovensko-hrvaško zgodovinsko komisijo.
1999 postane zunanji član Akademije dei Concordi (Accademia dei Concordi) v Rovigu, Italija. Od 2010 je častni član Zveze zgodovinskih društev Slovenije.
2019 je prejel Častno priznanje Izidorja Cankarja »za temeljni doprinos k preučevanju kulturne dediščine Slovenske Istre«.

## Izbrana bibliografija
- Tržaško-koprska škofija v 19. stoletju (COBISS)
- Kulturno-zgodovinski oris zaledja obalnih mest (COBISS)
- Koper : mestne znamenitosti, 2011 (COBISS)
- Od Kopra do Pirana (COBISS)
- Etnična, jezikovna in kulturna podoba Istre skozi zgodovino (COBISS)
- Paolo Naldini: Cerkveni krajepis ali opis mesta in škofije Justinopolis - ljudsko Koper (2002)
- Avstrijsko Primorje v vrtincu nacionalnih, političnih in ideoloških nasprotij v času ustavne dobe (1861-1914) (2016)
- Knjižnica grofa Francesca Grisonija med razsvetljenstvom in risorgimentom (soavtor Veselin Mišković, 2018)
- Paul Valéry: njegov koprsko-tržaški rod in odnos do evropskega duha v času med svetovnima vojnama, (Knjižnica Annales Majores). Koper : Inštitut IRRIS za raziskave, razvoj in strategije družbe, kulture in okolja : Zgodovinsko društvo za južno Primorsko : Kulturno društvo "Peter Martinc" : Libris : Znanstveno-raziskovalno središče Koper, 2018 (COBISS)
- Beneški Koper: izseki iz zgodovinske dediščine. Koper : Histria editiones, 2019. (COBISS)